# Laila Fawzi
Laila Fawzi ( Laylā Fawzī; 1923 - 12 de janeiro de 2005), também grafada como Leila Fawzi e Layla Fawzy, foi uma atriz e modelo egípcia . Ela foi uma das pioneiras do cinema egípcio e atuou em mais de 85 filmes ao longo de sua carreira . Em 1940, ela foi coroada Miss Egito .

## Vida pessoal
Fawzi nasceu na Turquia de pais egípcios. Seu pai era dono de lojas de tecidos no Cairo, Damasco e Istambul. Ela ganhou o concurso Miss Egito em 1940 e foi premiada com um pequeno papel no filme egípcio Wives Factory em 1941.
Ela se casou três vezes; em primeiro lugar para o ator egípcio Aziz Osman, seguido por Anwar Wagdi, e depois Galal Moawad.

## Morte
Fawzi morreu em 12 de janeiro de 2005.